# Saint-Amour-Bellevue
Saint-Amour-Bellevue è un comune francese di 565 abitanti situato nel dipartimento della Saona e Loira nella regione della Borgogna-Franca Contea.

## Società

### Evoluzione demografica
Abitanti censiti